# Монахов Антон Олександрович
Анто́н Олекса́ндрович Монахов (нар. 31 січня 1982, Запоріжжя, Запорізька область, Українська РСР, СРСР) — український футболіст, захисник. Майстер спорту України міжнародного класу.

## Кар'єра
Вихованець Запорізького спортінтернату. В дорослому футболі розпочав виступи за місцевий «Металург-2», що виступав у Другій лізі, проте за основну команду заграти не зумів.
Влітку 1999 року перейшов у «Кривбас», з яким у сезоні 1999/00 став бронзовим призером чемпіонату та фіналістом кубку України.

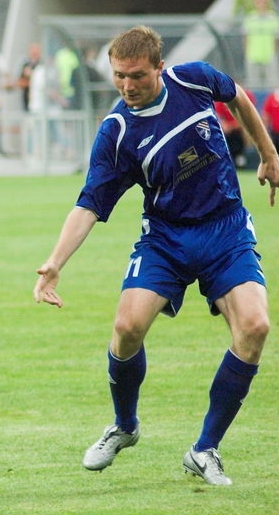
Антон Монахов під час виступів за «Таврію». 26 липня 2009 року

2001 року відправився за кордон, де намагався закріпитись у складі московського клубу «Спартак», але молодий захисник не зумів пробитися в основний складі і виступав у дублі московського клубу. Згодом був відданий в короткострокову оренду спочатку в «Торпедо-ЗІЛ», а потім в «Кривбас».
По закінченню сезону 2001 року перейшов в «Уралані», хоча ходили чутки про зацікавленість молодим гравцем іспанської «Сельти», однієї з команд Китаю або російських «Динамо» і «Торпедо». Однак не зумів закріпитися і там, і повернувся на батьківщину, де став виступати за «Шахтар-2».
В подальшому грав за «Ворсклу», «Таврію», «Кримтеплицю» і «Нафтовик-Укрнафту».
На початку 2009 року підписав контракт з «Таврією» до кінця 2011 року. У 2010 році був обраний капітаном команди і в цьому ж році став володарем Кубка України. У «Таврії» зіграв 93 матчі в чемпіонатах України, забив 6 м'ячів; зіграв 6 поєдинків в Кубку країни, забив 1 гол. Він став улюбленцем сімферопольських уболівальників і віце-капітаном команди.
Монахов не збирався поновлювати угоду зі спортивним клубом «Таврія», і в листопаді 2011 року керівництво клубу пішло назустріч футболісту, і не стало заперечувати достроковому розірванню контракту. Після цього ходили чутки про перехід до «Волині», але, у підсумку, захисник уклав півторарічний контракт з ФК «Севастополь». Після зміни головного тренера, яким став Олег Кононов і Монахов втратив місце в основному складі.
На початку 2013 року колишній тренер «моряків» Сергій Пучков, з яким Монахов працював ще з часів «Таврії», очолив друголіговий «Славутич», куди запросив Монахова і той підписав однорічну угоду з клубом. Влітку 2013 року Пучков покинув Черкаси, ставши головним тренером запорізького «Металурга», куди в жовтні на правах вільного агента перейшов і Антон.
Після анексії Криму Росією отримав російський паспорт[джерело?]. У березні 2015 року став гравцем сімферопольського ТСК і дебютував вже 7 березня у матчі 1/8 фіналу Кубка Криму проти «СКЧФ» (Севастополь). Разом з командою виступав у Всекримському турнірі. В серпні 2015 року був заявлений за ТСК для участі в першому професіональному сезоні чемпіонату Криму 2015/16. У складі команди в новому турнірі дебютував 22 серпня 2015 року в першому турі проти севастопольського «СКЧФ» (2:2).

## Нагороди і досягнення

### Командні
«Кривбас»
 Бронзовий призер чемпіонату України: 1999/00
- Фіналіст Кубка України: 1999/00

 «Таврія»
- Володар Кубка України: 2009/10

 «Уралан»
 Срібний призер турніру дублюючих складів Росії: 2003
 «Севастополь»
 Бронзовий призер чемпіонату України серед команд Першої ліги: 2011/12
 Юнацька збірна України (U-18)
 Срібний призер чемпіонату Європи серед юнаків: 2000
 Студентська збірна України
 Переможець Універсіади (2): 2007, 2009

### Особисті
- Майстер спорту України міжнародного класу: 2007
- Медаль «За працю і звитягу» (06.09.2007)[16]